# Wiederverkäufer
Der Wiederverkäufer (englisch Reseller) ist in der Wirtschaft ein Wirtschaftssubjekt, das Produkte oder Dienstleistungen beschafft und diese ohne wesentliche Weiterverarbeitung an Käufer veräußert. Er kann daher vom Direktvertrieb abgegrenzt werden.

## Allgemeines
Im Handel sind der Groß- und Einzelhandel typische Wiederverkäufer. Auch die übrigen Handelsarten wie Export, Import, Versandhandel, Fernabsatz und Online-Handel gelten als Wiederverkäufer, soweit es sich nicht um Direktvertrieb handelt. Sie treten als Marktteilnehmer auf einem Wiederverkäufer-Markt auf. Sie fungieren als Absatzmittler entweder zwischen Hersteller und Einzelhandel (Großhandel), zwischen Großhandel und Verbraucher (Einzelhandel) oder direkt zwischen Hersteller und Verbraucher (Fabrikverkauf). Der Wiederverkäufer fügt seinem Einstandspreis eine Handelsspanne hinzu, die seinen Verkaufspreis ergibt. Der Handel mit materiellen Gütern ist typischerweise sehr vorratsintensiv, so dass hiermit hohe Lagerrisiken und Kapitalbindung verbunden sind. Ein Wiederverkauf kann die Umverpackung, Serviceverpackung oder Retailverpackung der Waren zum Inhalt haben.

## Rechtsfragen
Der Wiederverkäufer ist auch im Zivilrecht und Umsatzsteuerrecht als Rechtsbegriff bekannt.

### Zivilrecht
Der Wiederverkäufer ist eines der beiden Rechtssubjekte beim Wiederkauf gemäß § 456 Abs. 1 BGB. Der Wiederkauf im Sinne von § 456 BGB beschreibt eine selten vorkommende Vereinbarung, bei der sich der Verkäufer beim Zustandekommen des Kaufvertrages das Recht vorbehält, den Kaufgegenstand bei Bedarf wieder vom Käufer zurückzukaufen. Die Wiederkaufsvereinbarung dient dem Verkäufer dabei in der Regel als Sicherungsmittel (wie bei Sicherungsübereignung, Sicherungsübereignung von Kraftfahrzeugen und Besitzpfandrecht). Dieses Zweipersonenverhältnis Verkäufer (= Wiederkäufer) – Käufer (= Wiederverkäufer) ist nicht mit dem typischen Dreipersonenverhältnis Verkäufer (= Produzent) – Wiederverkäufer (= Händler) – Käufer (= Endkunde) zu verwechseln.

### Umsatzsteuerrecht
Im Umsatzsteuerrecht sind Wiederverkäufer Unternehmer, die gewerbsmäßig mit beweglichen körperlichen Gegenständen handeln oder solche im eigenen Namen öffentlich versteigern (§ 25a Abs. 1 Nr. 1 UStG); sie können die hierfür vorgesehene Differenzbesteuerung nutzen. Allerdings gilt diese Vorschrift lediglich für Wiederverkäufer von Gebrauchtgegenständen, die gegebenenfalls nach Instandsetzung im eigenen Namen weiterverkauft werden (Abschnitt 276a Abs. 2 UStR 2005; beispielsweise Gebrauchtwagenhändler). Dass diese Instandsetzung eine wesentliche Weiterverarbeitung darstellt, ist steuerrechtlich unerheblich.

## Wertsteigernde Wiederverkäufer
Ein Wiederverkäufer kann Produkte und Dienstleistungen unter einem eigenen Markennamen vermarkten oder durch das Vermarkten fremder Marken eine eigene Marke bilden. Die größten Margen für Wiederverkäufer sind im Bereich Mode anzusiedeln, die geringsten Margen liegen im Bereich von Computer-Hardware oder Webhosting. Wer kein Telekommunikationsnetz betreibt, aber gleichwohl Telekommunikationsdienstleistungen anbietet, wird als Wiederverkäufer bezeichnet. Auch die Internetdienstanbieter oder Service-Provider im Mobilfunk sind Wiederverkäufer. 
Die Übergänge von Wiederverkäufern zu Franchise und Affiliates sind fließend. Gerade das Internet mit seiner vielfältigen Software ermöglicht es, z. B. durch das Drop-Shipping alle Facetten zu kombinieren: Ein Onlineshop-Betreiber tritt als Wiederverkäufer auf und bezieht über sein eigenes Sortiment das Handelsobjekt. Dieses wird aber (unbemerkt vom Kunden) direkt vom Großhändler zum Kunden geliefert, und der Händler bzw. Affiliate erhält seine (Affiliate)-Provision. Betreibt er den Shop noch im Rahmen einer Franchise-Lizenz, so ist er Affiliate, Franchisenehmer und Wiederverkäufer zugleich.
Ein Value-added Reseller (VAR) ist ein Wiederverkäufer (englisch Reseller), der dem Produkt einen beliebigen Mehrwert (englisch Value) hinzufügt (englisch to add, „hinzufügen“). Dies ist zum Beispiel in der Computerbranche weit verbreitet. Der Mehrwert eines verkauften PCs kann eine Hardwareerweiterung, aber auch nur eine hinzugefügte Software oder gar nur eine Dienstleistung wie zum Beispiel eine Softwareinstallation oder -anpassung sein.
Die Liberalisierung des Marktes führte unter anderem dazu, dass einstige Monopolisten Mitbewerbern aus kartellrechtlichen Gründen ermöglichen müssen, Produkte und Dienstleistungen zur Weitervermarktung anzubieten. Beispiele hierzu sind etwa die Bereitstellung und Wartung von Leitungen im Energie- oder Telekommunikationsmarkt (Entbündelung).